# Darum leben wir
Darum leben wir ist das zweite Studioalbum der deutschen Contemporary-R&B- und Pop-Sängerin Cassandra Steen. Es erschien am 20. Februar 2009 über das Label Urban Records und wird von Universal vertrieben. Es ist das erste Werk der Sängerin, das ohne Moses Pelham und Martin Haas entstand und nicht über 3P veröffentlicht wurde.

## Titelliste
1. Darum leben wir – 3:40
2. Lass mich nicht hier (featuring Xavier Naidoo) – 4:03
3. Eis – 3:37
4. Glaub ihnen kein Wort – 3:29
5. Unendlich – 3:44
6. Es ist Wahr – 4:09
7. Stadt (featuring Adel Tawil) – 3:06
8. Funken Liebe – 4:37
9. Rette mich – 4:20
10. Fallen nach Oben – 3:10
11. Engel – 2:55
12. Darum leben wir (Numarek Remix) – 3:32

## Charterfolge

### Album
| ChartsChartplatzierungen | Höchstplatzierung | Wochen |
| ------------------------ | ----------------- | ------ |
| Deutschland (GfK)        | 10 (36 Wo.)       | 36     |
| Österreich (Ö3)          | 65 (2 Wo.)        | 2      |

### Singles
| Jahr | Titel Album                           | Höchstplatzierung, Gesamtwochen, AuszeichnungChartplatzierungen (Jahr, Titel, Album, Platzierungen, Wochen, Auszeichnungen, Anmerkungen) | Höchstplatzierung, Gesamtwochen, AuszeichnungChartplatzierungen (Jahr, Titel, Album, Platzierungen, Wochen, Auszeichnungen, Anmerkungen) | Höchstplatzierung, Gesamtwochen, AuszeichnungChartplatzierungen (Jahr, Titel, Album, Platzierungen, Wochen, Auszeichnungen, Anmerkungen) | Anmerkungen                                                              |
| Jahr | Titel Album                           | DE | AT | CH | Anmerkungen                                                              |
| ---- | ------------------------------------- | --- | --- | --- | ------------------------------------------------------------------------ |
| 2009 | Darum leben wir                       | DE6 (13 Wo.)DE | AT48 (6 Wo.)AT | — | Erstveröffentlichung: 30. Januar 2009                                    |
| 2009 | Stadt Darum leben wir                 | DE2 (37 Wo.)DE | AT3 (31 Wo.)AT | CH31 (26 Wo.)CH | Erstveröffentlichung: 29. Mai 2009 Verkäufe: + 300.000; feat. Adel Tawil |
| 2009 | Glaub ihnen kein Wort Darum leben wir | DE49 (3 Wo.)DE | — | — | Erstveröffentlichung: 30. Oktober 2009                                   |

## Kritik
Der Longplayer erhielt stark unterschiedliche Kritiken, während das Album mehrheitlich als gelungen und gut bewertet wurde, wobei das Arrangement als bombastisch und innovativ, ihre Stimme als kraftvoll und hauchig oder die Songs als hochwertig, zauberhaft und frisch beschrieben wurden, erhielt der „Longplayer“ auch sehr negative Kritiken. laut.de beispielsweise gab der CD lediglich eine von fünf Bewertungseinheiten. Das Werk habe nichts mit Soul zu tun, ihre dünne Stimme würde von allzu dicken Schallwänden zerdrückt und dem Album fehle jeglicher Pfiff.